# Hackelia hirsuta
Hackelia hirsuta är en strävbladig växtart som först beskrevs av Woot. och Standl., och fick sitt nu gällande namn av Ivan Murray Johnston. Hackelia hirsuta ingår i släktet Hackelia och familjen strävbladiga växter. Inga underarter finns listade i Catalogue of Life.